# Stefano Simoncelli
Stefano Simoncelli (ur. 12 listopada 1946 w Grottaferracie, zm. 20 marca 2013 w Rzymie) – włoski florecista, srebrny medalista olimpijski i brązowy medalista mistrzostw świata.
Na igrzyskach olimpijskich w Monachium w 1972 roku Włosi w zawodach drużynowych odpadli w pierwszej rundzie. Rywalizację indywidualną także zakończył w pierwszej rundzie. Na rozgrywanych cztery lata później igrzyskach olimpijskich w Montrealu reprezentacja Włoch w składzie: Carlo Montano, Fabio Dal Zotto, Stefano Simoncelli, Giovanni Battista Coletti i Attilio Calatroni zdobyła drużynowo srebrny medal. W rywalizacji indywidualnej zajął 27. miejsce.
Podczas mistrzostw świata w Budapeszcie w 1975 roku wspólnie ze Carlo Montano, Nicolą Granierim i Giovannim Battistą Colettim zdobył brązowy medal.